# Shadow Days
Shadow Days is een single van John Mayer uit 2012. Het is afkomstig van zijn album Born and raised. Het nummer gaat over iemand met een slechte start en die zich langzaam verbetert en alleen eindigt. Er zit een vleugje The Long and Winding Road van The Beatles in.

## Hitnotering
Het nummer werd niet als zijn sterkste gezien. Het album haalde in Nederland en diverse andere landen de eerste plaats, de single kwam niet verder dan een 17e plaats. In België kreeg het geen hitnotering; het kwam niet verder dan de tipparade.

### Nederlandse Top 40
| Hitnotering: 17 maart 2012 t/m 25 mei 2012 | Hitnotering: 17 maart 2012 t/m 25 mei 2012 | Hitnotering: 17 maart 2012 t/m 25 mei 2012 | Hitnotering: 17 maart 2012 t/m 25 mei 2012 | Hitnotering: 17 maart 2012 t/m 25 mei 2012 | Hitnotering: 17 maart 2012 t/m 25 mei 2012 | Hitnotering: 17 maart 2012 t/m 25 mei 2012 | Hitnotering: 17 maart 2012 t/m 25 mei 2012 | Hitnotering: 17 maart 2012 t/m 25 mei 2012 | Hitnotering: 17 maart 2012 t/m 25 mei 2012 | Hitnotering: 17 maart 2012 t/m 25 mei 2012 | Hitnotering: 17 maart 2012 t/m 25 mei 2012 |
| Week:                                      | 1                                          | 2                                          | 3                                          | 4                                          | 5                                          | 6                                          | 7                                          | 8                                          | 9                                          | 10                                         |                                            |
| ------------------------------------------ | ------------------------------------------ | ------------------------------------------ | ------------------------------------------ | ------------------------------------------ | ------------------------------------------ | ------------------------------------------ | ------------------------------------------ | ------------------------------------------ | ------------------------------------------ | ------------------------------------------ | ------------------------------------------ |
| Positie:                                   | 25                                         | 19                                         | 18                                         | 17                                         | 18                                         | 19                                         | 27                                         | 37                                         | 39                                         | 40                                         | uit                                        |

### NederlandseSingle Top 100
| Hitnotering: 10 maart t/m 18 mei 2012 | Hitnotering: 10 maart t/m 18 mei 2012 | Hitnotering: 10 maart t/m 18 mei 2012 | Hitnotering: 10 maart t/m 18 mei 2012 | Hitnotering: 10 maart t/m 18 mei 2012 | Hitnotering: 10 maart t/m 18 mei 2012 | Hitnotering: 10 maart t/m 18 mei 2012 | Hitnotering: 10 maart t/m 18 mei 2012 | Hitnotering: 10 maart t/m 18 mei 2012 | Hitnotering: 10 maart t/m 18 mei 2012 | Hitnotering: 10 maart t/m 18 mei 2012 | Hitnotering: 10 maart t/m 18 mei 2012 |
| Week:                                 | 1                                     | 2                                     | 3                                     | 4                                     | 5                                     | 6                                     | 7                                     | 8                                     | 9                                     | 10                                    |                                       |
| ------------------------------------- | ------------------------------------- | ------------------------------------- | ------------------------------------- | ------------------------------------- | ------------------------------------- | ------------------------------------- | ------------------------------------- | ------------------------------------- | ------------------------------------- | ------------------------------------- | ------------------------------------- |
| Positie:                              | 23                                    | 24                                    | 58                                    | 61                                    | 75                                    | 71                                    | 92                                    | 94                                    | 90                                    | 84                                    | uit                                   |

### NPO Radio 2 Top 2000
| Nummer met noteringen in de NPO Radio 2 Top 2000 | '12  | '13  |
| ------------------------------------------------ | ---- | ---- |
| Shadow days                                      | 1865 | 1852 |

1. ↑  Een vetgedrukt getal geeft de hoogste notering aan.
2. ↑  2012 was het eerste jaar met een notering voor dit nummer.
3. ↑  Deze tabel is bijgewerkt tot en met de laatste editie (2024).